# Josef Dachs
Josef Dachs (Ratisbonne, 30 septembre 1825 – Vienne, 6 juin 1896) est un pianiste et professeur.
Il reçoit son éducation musicale de Simon Sechter et Carl Czerny. Puis il a travaillé comme concertiste, créant beaucoup de ses œuvres. Il est nommé professeur au Conservatoire de Vienne en 1850, où il forme Isabelle Vengerova, Hugo Wolf, Ferdinand Löwe et le pianiste et compositeur russe Joseph Rubinstein (1847-1884).